# Kumba Ialá
Pour les articles homonymes, voir Kumba.
Kumba Ialá (également orthographié Kumba Yalá) est un homme d'État bissau-guinéen, d'ethnie balante, né à Bula le 15 mars 1953 et mort à Bissau le 4 avril 2014 . Il a été président de la Guinée-Bissau de 2000 à 2003.

## Biographie

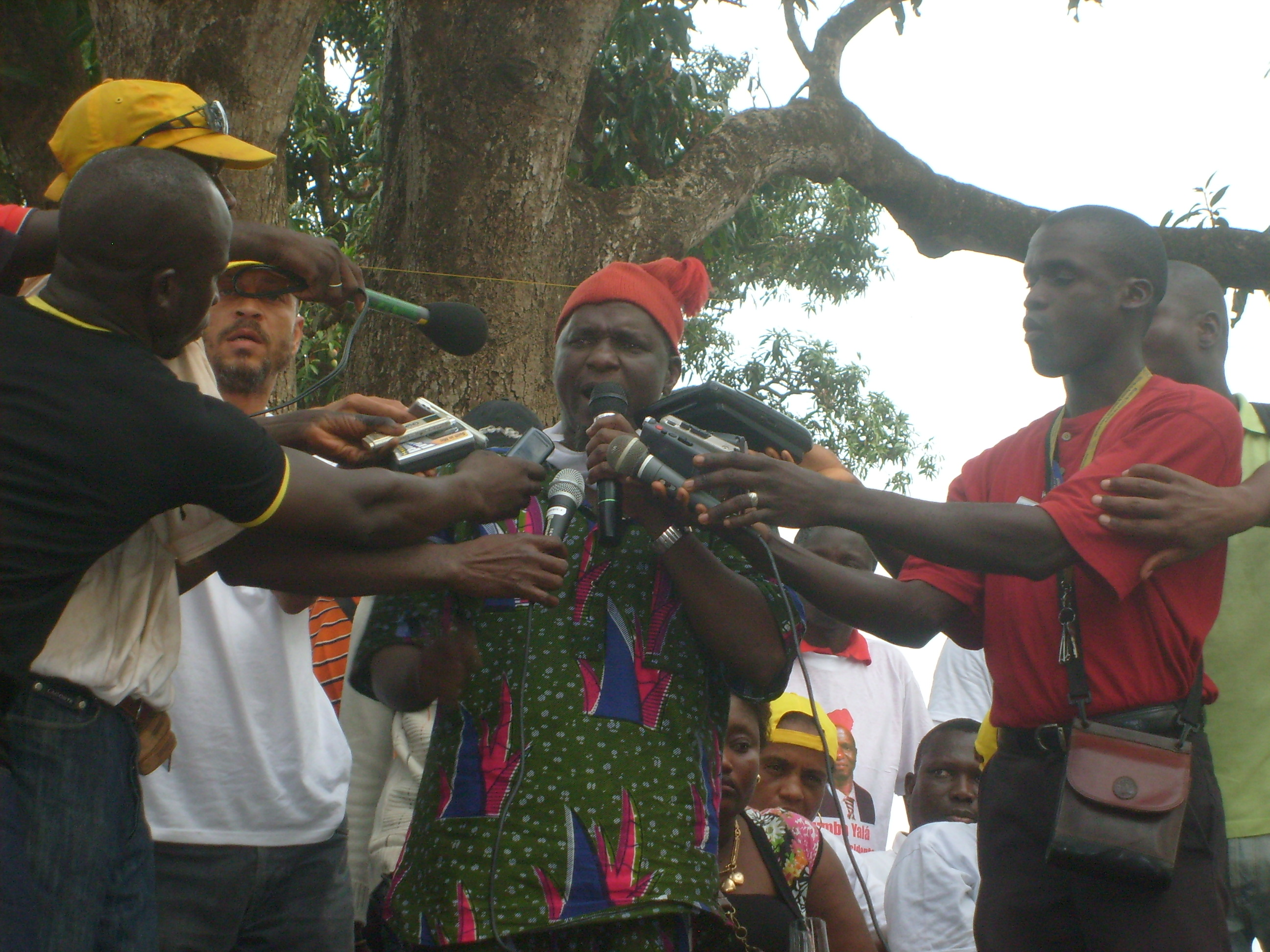
Kumba Ialá en campagne pour les élections présidentielles en 2009.

Membre du Parti africain pour l'indépendance de la Guinée et du Cap-Vert (PAIGC) puis du Parti pour le renouveau social (PRS), il est président de la république de Guinée-Bissau du 17 février 2000 au 14 septembre 2003. Il se convertit à l'islam en 2008 et change son nom en Mohamed Ialá Embaló.
Il est de nouveau candidat à la présidence de la République lors de l'élection du 18 mars 2012, face à l'ancien Premier ministre Carlos Gomes Júnior, favori du scrutin. Le scrutin est annulé à la suite d'un coup d'État.

## Liens
- Notices dans des dictionnaires ou encyclopédies généralistes :   - Britannica
  - Munzinger